# 1730-as busz
Az 1730-as jelzésű autóbusz egy országos autóbuszjárat volt, amely Veszprémet kötötte össze Komárommal. 
Útvonalhossza 104,4 km, menetideje 2 óra 15 perc (135 perc) volt. Nyári tanszünetben szabad- és munkaszüneti napokon egy járatpár szállította az utasokat.
A 2020. július 1-jei menetrend módosításokkal a Volánbusz megszüntette az autóbuszvonalat, az utolsó járat 2020. június 28-án közlekedett.

## Megállóhelyei
| 0  | Veszprém, autóbusz-állomás végállomás | 20 | 1, 2, 3, 4, 4A, 7, 7A, 10, 22, 23, 47, 47A 1202, 1205, 1206, 1212, 1216, 1229, 1230, 1240, 1243, 1244, 1510, 1529, 1564, 1592, 1593, 1625, 1628, 1629, 1708, 1722, 1723, 1728, 1731, 1732, 1733, 1735, 1736, 1737, 1739, 1740, 1742, 1784, 1808, 1823, 1853 7300, 7301, 7302, 7304, 7305, 7306, 7307, 7309, 7311, 7312, 7314, 7315, 7316, 7317, 7318, 7319, 7320, 7322, 7323, 7324, 7326, 7332, 7333, 7335, 7341, 7342, 7345, 7348, 7350, 7353, 7355, 7356, 7357, 7358, 7360, 7361, 7363, 7364, 7366, 7367, 7369, 7370, 7376, 7380, 7381, 7386, 7387, 7389, 7391, 7396, 7397, 7804, 7941, 7943 |
| 1  | Veszprém (Gyulafirátót), ABC          | 19 | 23 1206, 1708, 1728, 1784 7300, 7301, 7302, 7303, 7304, 7305, 7306, 7307, 7309 |
| 2  | Eplény, autóbusz-váróterem            | 18 | 1206, 1708, 1728, 1784 7300, 7301, 7302, 7303, 7304, 7305, 7306, 7307 |
| 3  | Zirc, Rákóczi tér                     | 17 | 1204, 1206, 1251, 1592, 1708, 1728, 1784, 1809 7300, 7301, 7302, 7303, 7304, 7305, 7306, 7307, 7400, 7405, 7406, 7412, 7413, 7416, 7420, 7426, 7922 |
| 4  | Nagyesztergár, óvoda                  | 16 | 1204, 1251, 1784, 1809 7303, 7304, 7305, 7405, 7406, 7410, 7412, 7413, 7416 |
| 5  | Dudar, vasútállomás bejárati út       | 15 | 1204, 1251, 1809 7302, 7303, 7304, 7305, 7405, 7406, 7410, 7412, 7413, 7416 |
| 6  | Dudar, alsó                           | 14 | 1204, 1251, 1784, 1809 7033, 7301, 7303, 7305, 7405, 7406, 7410, 7412, 7413, 7416 |
| 7  | Csetény, orvos lakás                  | 13 | 1204, 1251, 1784, 1809 7303, 7406, 7410, 7412, 7413, 7416 |
| 8  | Csetény, Petőfi út 77.                | 12 | 1204, 1251, 1784, 1809 7303, 7406, 7410, 7412, 7413, 7416 |
| 9  | Szápár, bejárati út                   | 11 | 1204, 1251, 1784, 1809 7303, 7412, 7413, 7501 |
| 10 | Bakonycsernye, Súri út                | 10 | 1204, 1251, 1784, 1809 7303, 8093, 8370, 8384 |
| 11 | Súr, községháza                       | 9  | 8384, 8673 |
| 12 | Ácsteszér, kultúrház                  | 8  | 8384, 8673 |
| 13 | Bakonyszombathely, Széchenyi utca     | 7  | 1848, 1851 7020, 7022, 8384, 8621, 8623, 8673 |
| 14 | Kisbér, autóbusz-állomás              | 6  | 1507, 1702, 1703, 1707, 1822, 1826, 1848, 1851 7020, 7021, 8096, 8384, 8464, 8560, 8600, 8621, 8623, 8624, 8627, 8671, 8673, 8736 |
| 15 | Kisbér, Battyánpuszta bejárati út     | 5  | 8671, 8673 |
| 16 | Kisigmánd, Autópálya mérnökség        | 4  | 8670, 8671, 8673, 8682 |
| 17 | Csém, bejárati út                     | 3  | 8624, 8670, 8671, 8682 |
| 18 | Komárom, Bartusekpuszta               | 2  | 8670, 8671, 8673, 8682 |
| 19 | Komárom, termálfürdő                  | 1  | 3, 23, 32 1824 |
| 20 | Komárom, autóbusz-állomás végállomás  | 0  | 2, 3, 23, 32 1721, 1824 8462, 8543, 8624, 8660, 8661, 8670, 8671, 8673, 8682, 8740 |